# Nils Gustaf Lagerheim
Nils Gustaf Lagerheim (Nils Gustaf von Lagerheim ou Gustaf Lagerheim, 1860–1926) est un botaniste, mycologue, phycologue et ptéridologiste suédois.

## Publications
- Note sur l'Uronema, nouveau genre des algues d'eau douce, Malpighia 1, 1887 : 517–523.